# 威廉·史提
威廉·史提（英語：William Still，1992年10月14日－）是一名比利時職業足球領隊和前足球運動員，現時為法甲球會朗斯擔任領隊。

## 球員生涯
威廉·史提出生於比利時布賴訥拉勒，他的父母來自英國人，離開英國搬往比利時生活，他自少在瓦隆大区長大，曾經參與聖圖爾登和蒙斯青年隊，成年後效力於蒙斯預備隊及比利時第四級球會Tempo Overijse 。
史提自17歲開始閒時遊玩足球经理系列遊戲，他表示透過遊玩遊戲獲得經驗從而對足球教練產生興趣，因此在比利時決定放棄做足球員，後來到英國一家位於普雷斯頓的邁爾斯考學院（Myerscough College）修讀教練課程，並在普雷斯頓足球會U14青年軍實習做助理教練。

## 領隊生涯

### 早年時期
2011年，威廉·史提修讀教練課程期間獲得英甲球會普雷斯頓擔任U14青年軍一職。2014年史提返回比利時，他憑著在普雷斯頓獲得的經驗，製造一條球賽分析影片成功打動比利時甲組聯賽B球會聖圖爾登領隊亞尼克·費雷拉（Yannick Ferrera），為球會擔任球賽影片分析師。2015年聖圖爾登以聯賽冠軍重上頂級聯賽，然而亞尼克·費雷拉離開球隊加盟皇家標準列治，史提決定跟隨恩帥一同加入球隊，他已經由影片分析師晉身為球隊助教。效力第一個賽季，標準列治贏得比利時盃，但在2016年9月，費雷拉與史提一同被解雇。

### 利亞斯
2017年4月，史提在比利時甲組聯賽B球會利亞斯同時擔任球賽影片分析師及領隊弗雷德里克·范德比斯特（Frederik Vanderbiest）助教，同年6月，標準列治邀請史提回巢，但48小時後因標準列治沒有履行合同中的安排而決定解約返回利亞斯；同年10月利亞斯在聯賽表現不濟，領隊弗雷德里克·范德比斯特被解雇，史提以當時24歲之齡擔任看守領隊，2017年10月6日史提第一次以領隊身份一帶領球隊，以0比2不敗聖基萊斯聯，但史提之後帶領利亞斯在最後兩個月取得驚人的七連勝，直到12月他為球隊取得7勝1負，但由於他沒有歐洲足協A級教練牌照，不可以執教球隊超過兩個月，因此在2018年重回助教一職。
2017-18年賽季末，利亞斯宣佈申請破產，史提離隊轉投比斯查擔任斯泰恩·弗雷文（Stijn Vreven）助教；2017-18年賽季，埃爾南洛薩達（Hernán Losada）成為新一任比斯查領隊，該年聯賽比斯查取得亞軍的成績升上比甲。洛薩達於2021年1月離開比斯查前往美職聯球隊華盛頓聯隊新任領隊，史提則第二度擔任看守領隊，最終比斯查在聯賽取得第九名，而比斯查在新賽季選擇聘用經驗豐富的彼得·梅斯（Peter Maes） 成為新領隊。

### 蘭斯
史提離開比利時南下法國，加盟法甲球會蘭斯擔任奧斯卡·加西亞助教。四個月後，由於史提需要返回比利時繼續參加職業教練課程，他於10月返回標準列治。在2021-22年賽季結束後，史提獲得蘭斯邀請再次回到擔任助理教練。在2022-23年賽季，蘭斯開季成績不濟，九場聯賽只有一勝，奧斯卡·加西亞於2022年10月13日被解僱，史提第三次擔任看守領隊，他帶領球隊連續五場保持不敗後，蘭斯宣佈史提成為主教練直到賽季結束。由於史提仍未考取歐洲足協專業教練資格違反法甲規則，蘭斯需要為每場比賽交出22,000英鎊的罰款。

### 朗斯
2024年6月10日，威廉·史提與朗斯签署一份为期三年的新領隊合同。

## 外部鏈接
- Will Still （页面存档备份，存于） 在Twitter
- Will Still （页面存档备份，存于）  在Instagram